# Bénesse-Maremne
Bénesse-Maremne är en kommun i departementet Landes i regionen Nouvelle-Aquitaine i sydvästra Frankrike. Kommunen ligger i kantonen Saint-Vincent-de-Tyrosse som tillhör arrondissementet Dax. År 2022 hade Bénesse-Maremne 3 733 invånare.

## Befolkningsutveckling
Antalet invånare i kommunen Bénesse-Maremne
Referens:INSEE